# Europium(III)-borat
Europium(III)-borat (Eu[BO3]) ist ein Salz aus Europium und dem Borat-Anion. Neben dem Europium(III)-borat existiert ebenfalls das Europium(II)-borat (Eu3[BO3]2).

## Gewinnung und Darstellung
Europium(III)-borat kann über die Reaktion von Borsäure mit Europiumsesquioxid bei 600–700 °C gewonnen werden.
{\displaystyle {\ce {Eu2O3 + 2 H3BO3 -> 2 Eu[BO3] + 3 H2O}}}

## Eigenschaften
Europium(III)-borat kristallisiert isotyp zu Vaterit hexagonal in der Raumgruppe P63/mmc (Raumgruppen-Nr. 194) mit a = 384,2 pm und c = 893,7 pm und zwei Formeleinheiten pro Elementarzelle. Es existiert ebenfalls eine metastabile Phase das γ-Eu[BO3], das bei 10 kbar und 1000 °C hergestellt werden kann. Die metastabile Phase kristallisiert triklin mit a = 621,9(1), b = 646,8(1), c = 646,6(1), α = 93,10°, β = 107,92° und γ = 107,79° mit vier Formeleinheiten pro Elementarzelle. Europium(III)-borat beginnt bei 1540±20 °C zu schmelzen. Eu[BO3] zeigt einen Van-Vleck-Paramagnetismus.